# Consuelo de Saint-Exupéry
Pour les articles homonymes, voir Saint-Exupéry (homonymie).
Consuelo de Saint-Exupéry, née Consuelo Suncín Sandoval le 10 avril 1901

à Armenia et morte le 28 mai 1979 à Grasse, est une artiste peintre et sculptrice.
Née salvadorienne, elle acquiert en 1931 la nationalité française par son mariage avec Antoine de Saint Exupéry. Elle écrit à ce sujet : « Mon destin m'avait obligée à rester pour l'éternité en France... Mais j'aime la France... Je suis française ».

## Biographie
Consuelo Suncín Sandoval naît, en 1901 au Salvador, au sein d'une famille aisée de propriétaires terriens.
D'abord élève à l'Instituto Central de Señoritas
,
elle entre ensuite à l'École des beaux-arts de San Francisco, puis à la faculté de droit de l'université nationale autonome du Mexique (UNAM) de Mexico. Elle y rencontre un jeune officier, Ricardo Cárdenas, qu'elle épouse dès sa propre majorité, pour échapper à un mariage voulu par sa famille. Les mariés se séparent moins d'un an plus tard.
À Mexico, elle est engagée comme journaliste au journal Antorcha dirigé par José Vasconcelos alors Secrétaire à l’éducation publique du Mexique. Grâce à ce ministre, elle rencontre le célèbre peintre muraliste Diego Rivera au collège San Ildefonso, où s’est créé un mouvement artistique influencé par la tradition colorée des peintres muralistes indigènes, qui a une influence certaine sur la peinture suggestive, vive et intense de Consuelo.
Venue étudier à Paris, elle rencontre, par l'intermédiaire du peintre Kees van Dongen, Enrique Gómez Carrillo qui l'épouse. Gómez Carrillo est un écrivain guatémaltèque connu, correspondant de presse à Paris, consul d'Argentine à Paris. Fort apprécié par la France, il est décoré de la Légion d'honneur et reçoit de la France un emplacement dans le cimetière du Père-Lachaise, où Consuelo de Saint-Exupéry repose aujourd'hui.
Enrique Gomez Carrillo meurt en 1927, laissant à sa veuve un important héritage, qui lui permet une vie mondaine, artistique et de nombreux voyages. En 1930, elle part en Argentine à l'invitation de son président de la République, Hipólito Yrigoyen en compagnie d'un groupe d'écrivains français, dont fait partie Benjamin Crémieux qui veut absolument lui présenter Antoine de Saint-Exupéry, qu'il a connu à la NRF.

### Sa vie avec Antoine de Saint-Exupéry
La rencontre d'Antoine, alors directeur de l'Aéroposta Argentina, et de Consuelo, fin 1930 à Buenos Aires, dans les salons de l'Alliance française, est suivie de leur mariage l'année suivante en France. Consuelo et Antoine de Saint-Exupéry se marient le 22 avril 1931, à la mairie de Nice, puis le 23 avril 1931, la bénédiction du mariage et un repas familial pour fêter leur mariage ont lieu à Agay, avec la mère et les deux sœurs d'Antoine de Saint-Exupéry.
L'emploi d'Antoine de Saint-Exupéry dans l'aéropostale et son dangereux métier d'aviateur met parfois la vie du couple à rude épreuve, mais l'amour profond qui relie Antoine et Consuelo résiste à ces difficultés et seule la mort d'Antoine le 31 juillet 1944 les sépare. La gourmette d'argent que portait Antoine le jour de sa mort portait gravés les noms d'Antoine et de Consuelo.
Consuelo est la «Rose» du Petit Prince comme en témoignent les Mémoires de la rose et les nombreuses biographies écrites sur Antoine, Consuelo et Le Petit Prince. Antoine et Consuelo sont un couple uni, mais aussi où chacun a son univers propre et son domaine créatif personnel. Consuelo, à côté d'Antoine pilote et écrivain, est une artiste à part entière, qui peint et qui sculpte. Elle se lie d'amitié avec le groupe des peintres surréalistes (Marcel Duchamp, Oscar Dominguez, Balthus, André Breton, André Derain) qui influencent beaucoup ses propres travaux et sa peinture.
Au début de la Seconde Guerre mondiale, Antoine, après avoir combattu valeureusement comme pilote, part seul à New York à la fin de 1940, en attendant d'obtenir un visa pour son épouse Consuelo. Celle-ci se réfugie alors à la villa Belair, en zone libre, près de Marseille où le journaliste américain Varian Fry aide les intellectuels en danger à quitter la France pour les États-Unis. Consuelo y retrouve ses amis artistes surréalistes, André Breton, Max Ernst, Óscar Domínguez et bien d’autres. Elle rejoint ensuite à Oppède dans le Luberon un groupe d'étudiants des Beaux-Arts. Ce groupe, animé par le futur grand architecte Bernard Zehrfuss, organise un réseau de résistance, tout en continuant à faire des projets d'architecture.
De New York, Antoine envoie de nombreux télégrammes à sa femme, car il ne supporte pas leur séparation. Fin 1941, Consuelo arrive à rejoindre Antoine de Saint-Exupéry aux États-Unis. Ils se retrouvent enfin dans la sérénité. Ils habitent une grande maison à Long Island, à seulement quelques kilomètres de New York. Cette maison porte le nom de Bevin House, et, comme le raconte si justement Consuelo dans une interview « Cette maison deviendra la maison du Petit Prince », ouverte à leurs amis exilés, comme Ingrid Bergman, Jean Gabin, Greta Garbo, Charles Boyer, Marlène Dietrich, Jean Renoir, Denis de Rougemont et bien d'autres. Antoine a écrit le Petit Prince d'abord pour Consuelo, « la fleur capricieuse », avec laquelle il n'a pas eu d'enfant. Ce fut là leur grand regret à tous les deux, l'enfant tant espéré n'est peut-être pas arrivé à terme, ainsi il a survécu comme un ange gardien pour l'écrivain.
En mai 1942 Consuelo rejoint son mari à Montréal où l'écrivain est invité par son éditeur Valiquette à faire des conférences. Un film en couleur vendu par Sotheby's en 2010 montre le couple à cette époque souriant et heureux lors d'une promenade en bateau. Ce film permet de donner du couple une image à la fois moderne et très proche.
Antoine de Saint-Exupéry disparaît bientôt, le 31 juillet 1944, lors d'une reconnaissance aérienne au-dessus de la Méditerranée.

### Sa vie après Antoine de Saint-Exupéry
Selon les archives de la Succession Consuelo de Saint Exupéry citées dans le livre Une Mariée vêtue de noir publiées aux Éditions du Rocher, c’est par la presse que Consuelo apprend la disparition de son mari. Désemparée et sans aucun appui, elle reste à New York et cherche du travail. C’est grâce au peintre Salvador Dali qu’elle trouve un emploi au magasin Bloomingdale’s en qualité de décoratrice de vitrine. Dans cette période d’attente, attente qui est devenue familière à Consuelo depuis sa rencontre avec Antoine de Saint Exupéry, elle termine aussi la rédaction de son livre Oppède, qui sera publié en 1945 à New York aux éditions Brentano’s. Consuelo, qui est une artiste, illustre cette édition avec des dessins en noir et blanc. Plus tard, le livre sera aussi publié en 1947 en France aux éditions Gallimard. À la même époque, Consuelo commence à rédiger ses mémoires.
La langue maternelle de Consuelo étant l’espagnol, elle demande à ses amis de corriger ses écrits en français. Denis de Rougemont, qui est un ami de Consuelo et le restera toute sa vie, traverse aussi une période difficile, car il est en instance d’un divorce qu’il refuse. Denis, entre autres, va alors amicalement corriger et mettre en forme certains de ses textes. Les Mémoires de Consuelo seront publiées sous le titre « Mémoires de la Rose » aux Editions PLON en 2000. Ce livre connaît un véritable succès car : «… il révèle enfin au quotidien l’existence poétique et bohème des enfants terribles que furent Antoine et Consuelo…»
Durant cette dernière partie de sa vie, Consuelo se consacre à la peinture et à la sculpture. Dès son retour à Paris, elle fait des expositions en France et à l’étranger. Ses amis de New York la soutiennent, comme Blaise Allan ou Denis de Rougemont qui lui écrit affectueusement : «…Je voudrais te dire ceci : ...peins, travaille et persévère, soigne-toi doucement, aime-toi patiemment, prends de la distance, regarde les proportions, les vraies valeurs…».
Selon le journaliste et auteur suisse Christian Campiche et un ouvrage datant de 2004, Consuelo de Saint-Exupéry devient après la mort d'Antoine de Saint-Exupéry l'amante d'un ami commun, l'écrivain et philosophe Denis de Rougemont. Celui-ci contribue à l'écriture du roman de Consuelo, Oppède, qui paraît en 1947 chez Gallimard. Toujours avec le concours de Rougemont, Consuelo de Saint-Exupéry achève la rédaction de mémoires qui ne seront publiés qu'après sa mort, sous le titre des Mémoires de la rose. Elle s'y dépeint comme indéfectiblement attachée à Saint-Exupéry, mais dénonce ses absences et « ses vacances de mari ».
En 1964, elle fréquente et peint dans l’atelier de Salvador Dali, rencontré à New York à la fin de la Seconde Guerre mondiale, et avec qui elle a collaboré à la décoration de vitrines à New York, en 1945.
Elle participe à de nombreux hommages et manifestations liés à la mémoire de Saint-Exupéry, comme l'Exposition universelle de 1967 à Montréal intitulée Terre des Hommes, dont Consuelo de Saint-Exupéry est l'invitée d'honneur.
Elle succombe à une crise d'asthme en 1979 et est enterrée à Paris au cimetière du Père-Lachaise (89e division), aux côtés de son premier époux Enrique Gomez Carillo. Elle lègue toute sa fortune et sa part sur les droits littéraires de Saint-Exupéry à José Martinez Fructuoso, son secrétaire.
En 2014, une chanson, Consuelo, lui rend hommage dans l'album Alain Souchon & Laurent Voulzy.

## Œuvre

### Écrits
- Oppède, 1945.
- Les Mémoires de la Rose (préf. Alain Vircondelet), Plon, 2000, 283 p. (ISBN 978-2-266-10764-8).
- Lettres du dimanche, 2001.
- Correspondance 1930-1944 : Antoine de Saint-Exupéry, Consuelo de Saint-Exupéry ; édition établie et présentée par Alban Cerisier ; avant-propos de Martine Martinez Fructuoso et Olivier D'Agay, Paris : nrf, Gallimard, 2021,  (ISBN 978-2-07-293176-5)

### Expositions
- Consuelo de Saint-Exupéry : la Rose unique du Petit Prince, exposition à Grasse, du 1er au 17 octobre 2005
- Antoine et Consuelo de Saint-Exupéry : Objets d'une vie, Mémorial de Caen, 2006

#### Ouvrages
- Christian Campiche, Le Nègre de la Rose, De Rougemont, Consuelo, Saint-Exupéry, Charmey, Éditions de l'Hèbe, 2004, 288 p. (ISBN 2-88485-002-3, OCLC 493051891, présentation en ligne)
- Marie-Hélène Carbonel & Martine Fransioli Martinez, Consuelo de Saint-Exupéry : une mariée vêtue de noir, Monaco/Paris, Éditions du Rocher, 2010, 573 p. (présentation en ligne)
- Abigaíl Suncín, La rosa que cautivó al principito : Consuelo de Saint-Exupéry, 2003.
- Alain Vircondelet, O Consuelo, 2000.
- Alain Vircondelet, Antoine et Consuelo de Saint-Exupéry : un amour de légende, 2005.
- Alain Vircondelet, C'étaient Antoine et Consuelo de Saint-Exupéry, 2009.
- Paul Webster, Consuelo de Saint-Exupéry, la rose du petit prince, 2000.

#### Articles
- « La muse et le Petit Prince », Le Monde.fr,‎ 20 mars 2005 (lire en ligne)